# Прототип (когнитивная психология)
Прототип (от др.-греч. πρῶτος — первый + τύπος — отпечаток, оттиск; первообраз) в когнитивной психологии — абстрактный образ, воплощающий множество сходных форм одного и того же объекта или паттерна, наиболее репрезентативный пример понятия, фиксирующий его типичные свойства.
Благодаря тому, что структуры человеческого знания и [памяти включают в себя прототипы, как абстрактные образные репрезентации, возможно распознавание образа, даже если он не тождествен прототипу, а лишь подобен ему. Существование прототипа было надёжно подтверждено результатами многочисленных экспериментов, которые выявили у испытуемых типичные рейтинги, отражающие степени соответствия примеров многих понятий своему «идеальному» прототипу. Так, например, согласно данным тестов, понятия «яблоко», «персик», «изюм», «винная ягода», «тыква» и «оливка» располагаются в данном списке в порядке убывающего соответствия понятию «фрукт». Аналогичная картина была зафиксирована и относительно примеров понятия «птица». Для понятия «четное число» прототипом служат числа 8 и 22, а для понятия «нечетное число» — 7 и 13.
По всей видимости, мы абстрагируем прототип из когнитивной информации, содержащейся в нашей памяти, используя для этого неосознаваемые холистические стратегии правополушарного пространственно-образного мышления. Наиболее часто используемая здесь стратегия состоит в абстрагировании прототипа и сравнении степени различия между ним и соответствующими паттернами. Ряд проведенных когнитивными психологами экспериментов, в частности, показывают, что некоторые прототипы формируются на основе часто встречающихся признаков (например, индивидуальные черты человеческого лица), которые имеют больше шансов сохраниться в памяти, если они чаще воспринимались. Мы также можем создавать прототипы на основе усредненных характеристик отдельных примеров или путём абстрагирования отдельных, перцептивно выделенных, «типичных» образцов. Также возможно формирование прототипов в условиях, когда мы сталкиваемся только с его разновидностями. Причём правила, соотносящие признаки в мысленном образе, не так хорошо удерживаются в памяти, как сами признаки. Поэтому формирование прототипа, вероятно, включает в себя два относительно автономных процесса — выявление информации о признаках паттерна и информации об отношениях между признаками. Эти два процесса протекают с разной скоростью. Выявление взаимосвязей признаков — процесс более медленный, чем выявление самих признаков.
В когнитивной психологии разработаны две теоретические модели формирования прототипа. Первая — модель центральной тенденции — предполагает, что прототип есть хранящийся в памяти абстрактный образ, представляющий собой нечто среднее из всех относящихся к нему примеров. Вторая — частотная модель — исходит из допущения, что прототип содержит наиболее часто встречающееся сочетание признаков, свойственных некоторому набору паттернов (экземпляров). С этой точки зрения прототип — это синоним «наилучшего примера» из некоторого множества паттернов. Обе модели нашли экспериментальное подтверждение, которое скорее всего свидетельствует о наличии у людей двух различных мыслительных стратегий формирования прототипа. По-видимому, соотношение между этими стратегиями и относительное доминирование одной из них связано с когнитивной эволюцией, эволюцией пространственно-образного мышления.